# Poder ejecutivo
En ciencia política y derecho, el poder ejecutivo  es una de las tres ramas del Estado, y es ejercido por el gobierno nacional. Se distingue así del poder legislativo, que aprueba o deroga leyes, y del poder judicial, que las interpreta y aplica, hace respetar o invalida, que existen en los sistemas políticos donde hay separación de poderes.
En los sistemas políticos que utilizan la fusión de poderes, que suelen incluir los sistemas parlamentarios[cita requerida], sólo el ejecutivo suele denominarse gobierno (y el legislativo suele denominarse "Parlamento" o simplemente "legislatura"), que suele formar parte de la confianza y apoyo de la legislatura (requiere el apoyo/aprobación de ésta) y, por tanto, está fusionado con el poder legislativo en lugar de ser independiente. En los sistemas en los que la legislatura es soberana, los poderes y la organización del ejecutivo dependen completamente de los poderes que le otorgue el legislativo y las acciones del ejecutivo pueden estar o no sujetas a revisión judicial, algo que también controla el legislativo.[cita requerida] El ejecutivo también puede tener poderes legislativos o judiciales en los sistemas en los que el poder legislativo es soberano,[cita requerida] por lo que a menudo se denomina al ejecutivo como gobierno, ya que a menudo posee poderes no ejecutivos.
El poder ejecutivo es ejercido por el gobierno nacional, y es el responsable de la gestión diaria del Estado; propone leyes ante el Congreso o Parlamento; ejecuta leyes y políticas que tienen que ser aplicadas; representa a la nación en sus relaciones diplomáticas; 
y sostiene a las fuerzas armadas. En los estados democráticos, el poder ejecutivo está considerado como administrador y ejecutor de la voluntad popular a la cual representa y de la que debe ser su más firme garante.

## Derecho nacional
La doctrina jurídica del derecho administrativo y del constitucional plantea una disyuntiva de tipo nominal para designar a este poder del Estado.
Algunos[cita requerida] lo denominan Poder Ejecutivo y otros[cita requerida] Poder Administrativo. Sin embargo, es esta última versión la que describe de mejor manera las funciones de esta potestad, debido a que la ostentación de esta potestad jurídica no solo supone la ejecución de reglas, sino que también implica la administración a través del dictamen de otras normas (reglamentos, decretos, instructivos). En algunas jurisdicciones es común que se le deleguen potestades legislativas a quien también ostenta el cargo de presidente, aunque esto no se debe confundir con la potestad administrativa, que bajo mandato constitucional le da esas facultades al presidente o primer ministro.
Esto último suele traer problemas de competencia legal, es decir, de confusiones entre qué se le está permitido realizar a cada potestad, y suele ser esta disyuntiva un argumento a favor para la justificación de los Tribunales Constitucionales.

## Funciones
El poder ejecutivo tiene dos funciones básicas.
- Función política:
- Función administrativa:

El alcance del poder ejecutivo varía mucho según el contexto político en el que se produce y puede cambiar con el tiempo en un país determinado. En las democracias, el ejecutivo suele ejercer una amplia influencia en la política nacional, aunque a menudo se le imponen límites. 
En los sistemas políticos basados en la separación de poderes, como el de Estados Unidos, el poder del gobierno se distribuye entre varias ramas para evitar la concentración del poder en manos de una persona o grupo. Para lograrlo, cada sucursal está sujeta a controles por parte de las otras dos. En general, la función del poder legislativo es promulgar leyes, que luego son implementadas por el ejecutivo e interpretadas por el poder judicial. El poder ejecutivo también puede ser la fuente de ciertos tipos de legislación, como un decreto o una orden ejecutiva .
En aquellos que utilizan la fusión de poderes, típicamente sistemas parlamentarios, el ejecutivo forma el gobierno y sus miembros generalmente pertenecen al partido político que controla la legislatura o "parlamento". Debido a que el poder ejecutivo requiere el apoyo o la aprobación de la legislatura, los dos órganos están "unidos", en lugar de ser independientes. El principio de soberanía parlamentaria significa que los poderes del ejecutivo dependen únicamente de los otorgados por el legislativo, que también puede someter sus acciones a revisión judicial. Sin embargo, el poder ejecutivo a menudo tiene amplios poderes que se derivan del control de la burocracia gubernamental , especialmente en las áreas de política económica o exterior general.

## Ministros

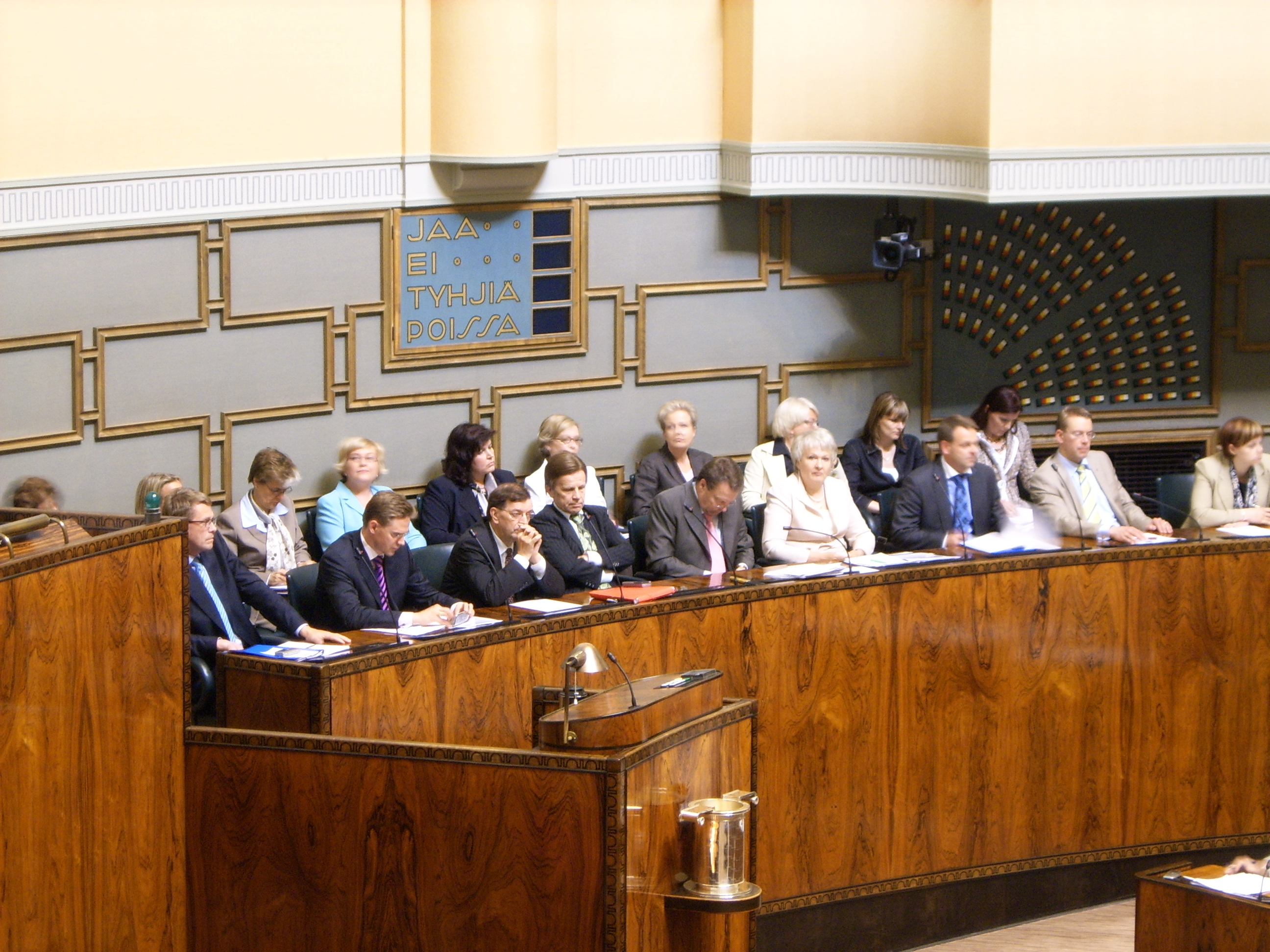
Gabinete Vanhanen II en una sesión del Parlamento finlandés en 2007

En los sistemas parlamentarios, el ejecutivo es responsable ante el legislativo elegido, que debe mantener la confianza del legislativo o de una parte de él, si es bicameral. En determinadas circunstancias (que varían según el Estado), el poder legislativo puede expresar su falta de confianza en el ejecutivo, lo que puede provocar un cambio de gobierno (de partido o grupo de partidos gobernantes) o unas elecciones generales. Los sistemas parlamentarios tienen un jefe de Gobierno (que dirige el ejecutivo, a menudo llamado primer ministro) normalmente distinto del jefe de Estado (que continúa a través de los cambios gubernamentales y electorales). En el sistema parlamentario de tipo Westminster (del Reino Unido), el principio de separación de poderes no está tan arraigado como en otros. Los miembros del ejecutivo (ministros), son también miembros del legislativo y, por tanto, desempeñan un papel importante tanto en la redacción como en la aplicación de la ley. En los sistemas presidenciales, el jefe de Gobierno elegido directamente nombra a los ministros. Los ministros pueden ser elegidos directamente por los votantes.
En este contexto, el ejecutivo consiste en un líder o dirigente de una oficina o de varias oficinas.[cita requerida]  En concreto, los principales cargos de liderazgo del poder ejecutivo[cita requerida] pueden ser:
- jefe de Estado - a menudo el monarca, el presidente o el líder supremo, el principal representante público y símbolo viviente de la unidad nacional.
  - jefe de Gobierno - a menudo el primer ministro, que supervisa la administración de todos los asuntos de Estado.
    - ministro de defensa - supervisa las fuerzas armadas, determina la política militar y gestiona la seguridad exterior.
    - ministro del interior - supervisar las fuerzas policiales, hacer cumplir la ley y gestionar el control interno.
    - ministro de asuntos exteriores - supervisar el servicio diplomático, determinar la política exterior y gestionar las relaciones exteriores.
    - ministro de finanzas - supervisar el tesoro, determinar la política fiscal y gestionar el presupuesto nacional.
    - ministro de justicia - supervisar los procesos penales, las correcciones y la ejecución de las órdenes judiciales.

## Situación por países
El poder ejecutivo suele ser unipersonal.[cita requerida] El jefe de Gobierno es la figura visible y de mayor importancia del poder ejecutivo. En un sistema presidencial, el jefe de Gobierno es también el jefe de Estado, mientras que en un sistema parlamentario es generalmente el líder del partido con mayor representación en el poder legislativo y es comúnmente llamado primer ministro (Taoiseach en la República de Irlanda, Canciller Federal en Alemania y Austria).
En Francia, el poder ejecutivo se reparte entre el presidente y el primer ministro, sistema que se ha reproducido en una serie de antiguas colonias francesas.
Suiza y Bosnia y Herzegovina también han colegiado sistemas para la función de jefe de Estado y de Gobierno. En Suiza, el Consejo Federal de Suiza|Consejo Federal está integrado por siete miembros, uno de los cuales lo preside de manera rotativa. Por su parte, Bosnia y Herzegovina posee una presidencia colegiada de tres miembros.
El jefe de Gobierno cuenta con la asistencia de un número de ministros, que por lo general tienen responsabilidades centradas en un determinado campo de actuación del ejecutivo (por ejemplo: salud, educación, asuntos exteriores), y por un gran número de empleados del gobierno o funcionarios públicos.

### Alemania
En Alemania, el ejecutivo incluye el gobierno federal, así como todas las autoridades administrativas del gobierno federal, estatal y local, por ejemplo, las administraciones estatales y todos los organismos de ejecución subordinados, como la fiscalía, la policía, la prisión y la oficina de impuestos.[cita requerida] Pero también pertenecen al poder ejecutivo las administraciones de distrito a tiempo completo (oficina de distrito), las administraciones de las ciudades y las administraciones municipales, así como los consejos de distrito y los consejos municipales honoríficos.
Un ejemplo de acción ejecutiva de las autoridades administrativas es la imposición de una multa por estacionamiento ilegal.[cita requerida]
Aquí las leyes son ejecutadas por el Estado.[cita requerida] Siempre hay una acción ejecutiva (acto ejecutivo) cuando una autoridad administrativa pública toma una decisión y la comunica al ciudadano, por ejemplo, por carta. Estos actos administrativos suelen referirse a la relación entre el ciudadano y el Estado (teoría de la subordinación).
El ciudadano puede oponerse a cualquier acto administrativo y, en su caso, demandar posteriormente a un tribunal administrativo, que examina detalladamente la decisión contra el ciudadano para determinar su legalidad.
El poder ejecutivo está sujeto a la ley y a la justicia (artículo 20, párrafo 3, de la Ley Fundamental para la República Federal de Alemania): principio del Estado de derecho.
En algunos aspectos, las Bundeswehr (fuerzas armadas) también puede considerarse como perteneciente al poder ejecutivo, aunque esta opinión no es inequívoca ni exclusivamente correcta: aunque el Bundeswehr depende directamente del Gobierno Federal o, más exactamente, del Ministerio Federal de Defensa, es un llamado "ejército parlamentario", cuyo despliegue no siempre puede ser decidido exclusivamente por el respectivo gobierno federal. En lo que respecta a los despliegues armados del Bundeswehr, el Bundestag en su conjunto (en tanto que poder legislativo) tiene amplios derechos de codecisión y opciones de control que van más allá del alcance normal del control ejecutivo habitual. En lo que respecta a los despliegues no armados del Bundeswehr en Alemania en el marco del artículo 35 de la Ley Fundamental, por ejemplo para la ayuda en caso de catástrofe, como en el caso de la catástrofe de las inundaciones de 2002, la categorización del Bundeswehr como parte del ejecutivo es correcta.

### Brasil
En Brasil, el poder ejecutivo está representado por: el presidente de la República; gobernadores estatales; los alcaldes de los municipios y sus subdepartamentos. En la Constitución de la República Federativa del Brasil de 1988, las funciones del Presidente de la República están contenidas en el artículo 84. Como atribuciones, el presidente ostenta las siguientes: jefe de Estado, de Gobierno, de la administración pública federal y comandante de las Fuerzas Armadas.

### Estados Unidos
En Estados Unidos, a nivel federal, la Oficina del Presidente de los Estados Unidos es la cabeza del poder ejecutivo. Así lo estipula el artículo 2 de la Constitución estadounidense. Describe el poder del cargo, los requisitos para presentarse a la elección y la forma de elegir al presidente. El Presidente no tiene ningún derecho formal de iniciativa en el proceso legislativo del Congreso de los Estados Unidos.

### España
España es un país soberano constituido en Estado social y democrático de derecho y cuya forma de gobierno es la monarquía parlamentaria. La Constitución española de 1978 es la norma suprema del ordenamiento jurídico español, a la que están sujetos todos los poderes públicos y ciudadanos del país. En la constitución española se establece la separación de funciones. La soberanía nacional se expresa mediante la elección por sufragio universal  por parte de la población de los representantes del pueblo soberano en el Parlamento. El gobierno español dirige el poder ejecutivo. El presidente del gobierno es investido por el Congreso de los Diputados. Los miembros del Gobierno son designados por el presidente y, junto a él, componen el Consejo de Ministros, órgano colegiado que ocupa la cúspide del poder ejecutivo. El Gobierno responde solidariamente de su actuación política ante el Congreso de los Diputados.

### Francia
En Francia, bajo la Quinta República con un régimen semipresidencialista, este poder es compartido entre el presidente de la República (jefe de Estado) y el gobierno encabezado por el primer ministro. La coyuntura política determina la autoridad del ejecutivo. En situación de concordancia de las mayorías, el presidente de la República ejerce la realidad del poder ejecutivo mientras que éste vuelve al Presidente del Gobierno en caso de convivencia.[cita requerida] Por lo tanto, el poder ejecutivo recae la mayor parte del tiempo en el presidente de la República.[cita requerida]

### Italia
Italia se basa en un sistema republicano parlamentarista con democracia representativa, desde 1946. El poder ejecutivo está a cargo del Consejo de ministros, liderado por el jefe de Gobierno (Presidente del Consiglio dei Ministri). Hay también el presidente de la República, el presidente del Senado de la República, el presidente de la Cámara de diputados y el presidente de la Corte constitucional.
Según el Tribunal Constitucional italiano, el "objetivo de garantizar la estabilidad del gobierno del país y acelerar el proceso de toma de decisiones (...) constituye ciertamente un objetivo constitucionalmente legítimo", pero debe lograrse mediante un "equilibrio de intereses constitucionalmente relevante". La doctrina ha leído la sentencia como una afirmación del compromiso del Tribunal de garantizar "ese equilibrio que, en la forma parlamentaria de gobierno, debe existir siempre entre Parlamento y Gobierno, y por tanto entre representatividad y gobernabilidad": se trata de un equilibrio al principio pluralista.
La llamada "gobernabilidad" del sistema - exigencia establecida a nivel económico en 1975 con un informe de la Comisión Trilateral (The Crisis of Democracy: On the Governability of Democracies de Michel Crozier, Samuel P. Huntington e Joji Watanuki, 1975), pero ya presente en la agenda de Perassi en la Asamblea Constituyente - es, por tanto, una necesidad imprescindible, pero no puede prevalecer sobre derechos fundamentales igualmente coordinados o en el equilibrio constitucional entre poderes.  De hecho, la legalidad de un sistema no puede "combinarse con la idea de que la necesidad de desarrollar esquemas que satisfagan las necesidades de gobernabilidad puedan justificarlo o explicarlo todo. La república no existe fuera o por encima de la ley, y los poderes supremos del Estado sistema que expresa existen sólo en la medida en que están jurídicamente instituidos y regulados, en el sentido de fuerza regulada por la ley". De hecho, la legalidad de un sistema no puede "combinarse con la idea de que la necesidad de desarrollar esquemas que satisfagan las necesidades de gobernabilidad puedan justificarlo o explicarlo todo. La república no existe fuera o por encima de la ley, y los poderes supremos del Estado sistema que expresa existen sólo en la medida en que están legalmente establecidos y regulados, en el sentido de fuerza regulada por la ley"
El poder ejecutivo puede en ocasiones desempeñar funciones de rango normativo primario: en los regímenes presidenciales esto se atribuye directamente a la responsabilidad del Presidente (Executive order en Estados Unidos), mientras que en Italia ocurre con la emisión de decretos leyes en situaciones de emergencia (que luego debe ser aprobado por el parlamento en un plazo de 60 días) o con decretos legislativos delegados, a través de los cuales el gobierno actúa en nombre del Parlamento en relación con determinadas áreas. En estos casos, el poder ejecutivo se sitúa en una relación dialéctica no sólo con el Parlamento, sino también con el jefe de Estado, que ejerce el poder de firma de formas muy incisivas.
De manera similar, las autoridades locales y las regiones (órganos territoriales) también ejercen el poder ejecutivo para la administración local a través de alcaldes, presidentes y órganos colegiados como los consejos.

### Suiza
En Suiza, el poder ejecutivo a nivel federal es el Bundesrat, compuesto por siete miembros, y la administración asociada (departamentos y cancillería federal). A nivel cantonal, el gobierno cantonal (llamado consejo de gobierno o consejo de estado en la mayoría de los cantones) constituye el poder ejecutivo. Este consejo suele estar formado por entre cinco y siete miembros. A nivel municipal, dependiendo de la región, el consejo municipal o el consejo de la ciudad (o el consejo de la ciudad pequeña) forma el ejecutivo. El ejecutivo está gobernado por un "jefe débil"; o sea el ayuntamiento o alcalde no tiene más derechos que los demás miembros del poder ejecutivo.